# يوهان موست
يوهان جوزف «هانس» موست (بالألمانية: Johann Most)‏ (وُلد في الخامس من شهر فبراير عام 1846 في أوغسبرغ، بافاريا – توفي في السابع عشر من شهر مارس عام 1906 في سينسيناتي، أوهايو) هو سياسي أناركي ألماني–أمريكي ومحرر صحيفة وخطيب. يعود الفضل لموست في إشاعة مبدأ «بروباغندا العمل». عمل حفيده جوني موست مذيعًا على الراديو لدى نادي بوسطن سيلتكس.

## سيرته
سنواته المبكرة
وفقًا لكاتب السيرة فريدريك تروتمان، وُلد يوهان جوزف موست لحاكمة وكاتب محكمة إثر علاقة خارج إطار الزواج بين الوالدين. توفيت والدته جراء الكوليرا عندما كان صغيرًا جدًا. تعرض موست للإساءة الجسدية من طرف زوجة والده وأحد أساتذه في المدرسة، ونال المزيد من الضرب في المدرسة جراء نفوره من الدين. ظل موست حتى وفاته «مجاهدًا ملحدًا يملك حماسة المتعصب الديني» و«يعرف نصوص الكتاب المقدس أكثر من معظم رجال الكنيسة».
أُصيب موست أثناء طفولته بقضمة صقيع على الجانب الأيسر من وجهه، وعلى مر السنوات العديدة اللاحقة، تعفن اللحم وانتشر الإنتان، ولم يكن الطب البدائي في تلك الفترة قادرًا على علاج حالته. ساءت حالته وشُخص بسرطان عضال. استُدعي أحد الجراحين في محاولة يائسة لإنقاذه، فأُزيل جزء من عظم الفك طوله نحو 50 ملم، ما أدى إلى تشوه دائم.
في سن الـ 12، نظم موست إضرابًا طلابيًا ضد أستاذ مكروه في المدرسة، فأدى ذلك إلى فصله. انتهت بذلك فترة التعليم الرسمي القصيرة من حياة موست، فاضطر إلى العمر أثناء شبابه.
امتهن موست تغليف الكتب، فكان عليه تغليف الكتب من الفجر حتى مغيب الشمس، وهي حالة ربطها موست لاحقًا بالعبودية. في سن الـ 17، أصبح موست عاملًا ماهرًا في مجال تغليف الكتب، وعمل متنقلًا من بلدة إلى بلدة ومن وظيفة إلى وظيفة أخرى، فعمل في 50 مدينة و6 دول منذ عام 1863 وحتى عام 1868. في فيينا، طُرد موست من العمل ووُضع اسمه على القائمة السوداء لأنه حاول تنظيم إضراب. لم يعد موست قادرًا على إيجاد وظيفة في هذا المجال، لذا تعلم صنع صناديق خشبية للقبعات والسجائر وأعواد الثقاب، فكان يبيعها في الشوارع حتى أنهت الشرطة تجارته تلك لأنه لم يحمل رخصة للعمل.

### مسيرته السياسية
مع اقتراب نهاية فترة ستينيات القرن التاسع عشر، بدأ موست يقتنع بأفكار الأممية البروليتارية وينحاز إليها، وتلك حركة سياسية ناشئة في ألمانيا والنمسا في تلك الفترة. وجد موست في عقيدة كارل ماركس وفرديناند لاسال مسودة مجتمعه الجديد الراغب بإنشائه والقائم على مذهب المساواة، وأصبح من أشد المتحمسين والمناصرين للديموقراطية الاجتماعية، وهو الاسم الذي عُرفت فيه الحركة الماركسية في تلك الفترة.
أقحم موست نفسه في العمل محررًا لعدد من الصحف الاشتراكية في كيمنتس وفيينا المضطهدة من طرف السلطات، وفي صحيفة برلينر فرايي بريسه (صحيفة برلين الحرة). كرّس موست نفسه لنصرة الاشتراكية الثورية، وشارك آراءً عبّر عنها فلهلم ليبكنخت في خطاب من عام 1869 قال فيه: «لا يمكن الوصول إلى الاشتراكية في ظل الدولة الحالية. على الاشتراكية التخلص من الدولة الحالية».
في عام 1873، كتب موست ملخصًا عن كتاب رأس المال لكارل ماركس. وبناء على طلب ليبكنخت، نقّح مارك وفريدريك إنجلز بعد الأخطاء الواردة في نص موست لنشر طبعة ثانية عام 1876، على الرغم من أن ماركس وإنجلز لم يعتقدا أن المنشور الذي لخصه موست يمثل تلخيصًا مُرضيًا لكتاب ماكس.
في عام 1874، انتُخب موست لتمثيل الحزب الديموقراطي الاشتراكي في البرلمان الألماني (الرايخستاغ)، وعمل في منصبه الجديد حتى عام 1878.

## روابط خارجية
- يوهان موست على موقع الموسوعة البريطانية (الإنجليزية)